# Tresa Rüthers-Seeli
Tresa Rüthers-Seeli (28 de septiembre de 1931 en Falera, Cantón de los Grisones) es una poetisa suiza en lengua retorromance.
Nació en una familia de mineros y tiene cuatro hermanas, que, a pesar de que no era habitual en la época, consiguieron aprender una profesión, porque no tuvieron que trabajar en hoteles o de sirvientas para ganar dinero para financiar los estudios de los hermanos varones. Tras la escuela secundaria en Ilanz se convirtió en profesora de diseño textil, trabajó una larga temporada de au pair eb París, dio clases en la formación de mujeres de los cantones de Uri y Grisones, dirigió un año la escuela de Gurtnellen y finalmente fue a la escuela social de mujeres en Lucerna para aprender pedagogía social.
Tras su matrimonio con un jurista alemán en 1962 vivió en Stuttgart, Münster, Berlín y Constanza, donde trabajó de librera. En 1963 nació su hija Monica.
A partir de los años 1950 publica (inicialmente bajo el seudónimo Melania) lírica y prosa en periódicos y antologías romanches. Con su nombre aparecen los libros de poesía Tras melli veiders (1987) y Jeu sai ... e sai da nuot (romanche y alemán, 2003). A los pocos meses se publica la segunda edición de la versión alemana. El libro fue premiado por el Cantón de los Grisones y con el premio Schiller de la Sociedad Schiller de Suiza (Schweizerische Schillergesellschaft) en el 2004. 
En el 2001 fue la representante suiza en el Festival Mundial de Poesía en Medellín.
- Datos: Q122012